# A375公路 (俄羅斯)
A375公路，曾称東方公路（Восток），是俄羅斯的一條幹線公路，始於哈巴羅夫斯克，以納霍德卡為終點，全長842公里。大部分路段與M60公路平行。是俄罗斯最重要的公路之一。
2023年10月1日，俄罗斯联邦政府决定不再将A375公路昵称为“东方公路”，该名词现让渡给从莫斯科始发，现阶段到达喀山，并将最终抵达秋明的M12高速公路。
1. ↑   (PDF). 2023-10-01  [2024-01-13]. （原始内容存档 (PDF)于2023-11-05） （俄语）.